# Eremodipus lichtensteini
Eremodipus lichtensteini, тушканчик Ліхтенштайна (Vinogradov, 1927) — єдиний вид гризунів роду Eremodipus з родини стрибакові (Dipodidae).

## Систематика
Вперше вид був описаний Борисом Виноградовим в 1927 році біля міста Мерв у Туркменістані. Пізніше був описаний іншим науковцем, тому має декілька синонімів:
- Е. balkashensis (Shenbrot, 1990)
- Е. jaxartensis (Shenbrot, 1990)

## Поширення
Стрибаки поширені в Туркменістані, Узбекистані та Казахстані.
У фауні України рід Eremodipus відсутній, присутній лише близький до нього рід кандибка (Stylodypus).